# Dobrodzień (gmina)
Dobrodzień (niem. Gemeinde Guttentag) – gmina miejsko-wiejska w województwie opolskim, w powiecie oleskim. W latach 1975–1998 gmina położona była w województwie częstochowskim. Przed rokiem 1975 gmina należała do powiatu lublinieckiego. W 2009 roku w gminie wprowadzono język niemiecki jako język pomocniczy.
Siedziba gminy to Dobrodzień.

## Liczba mieszkańców
| Rok                | 2006   | 2017 | 2022 | 2023 |
| Liczba mieszkańców | 10 651 | 9983 | 9165 | 9128 |

## Struktura powierzchni
Według danych z roku 2002 gmina Dobrodzień ma obszar 162,84 km², w tym:
- użytki rolne: 45%
- użytki leśne: 47%

Gmina stanowi 16,73% powierzchni powiatu.

## Demografia

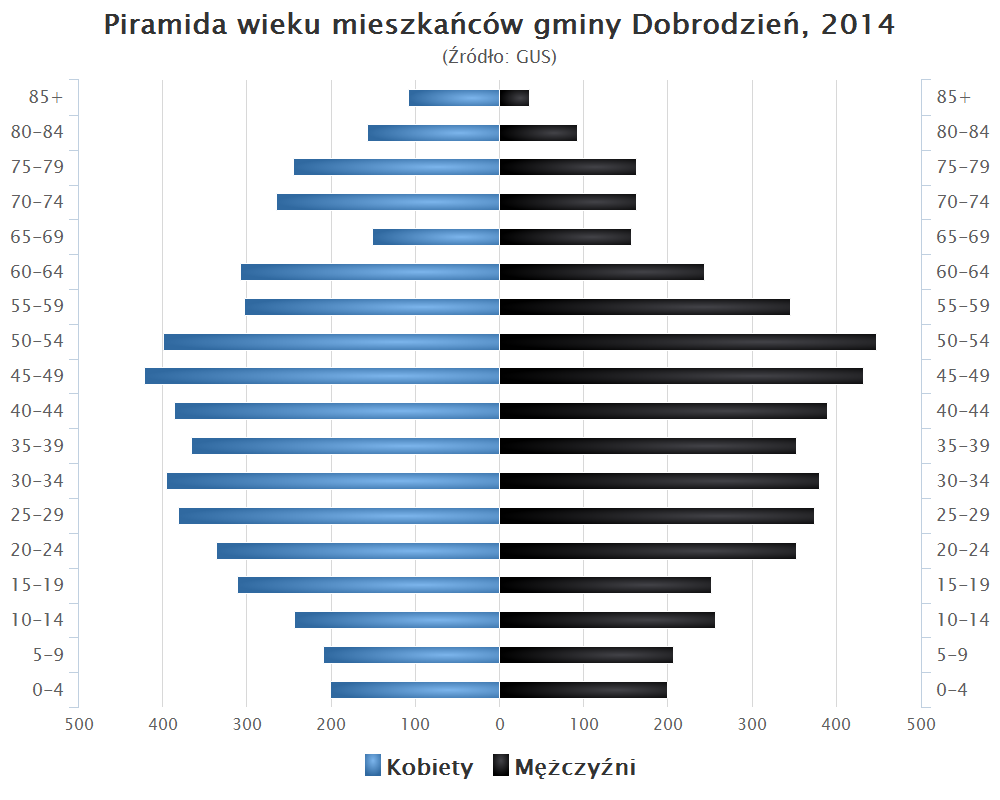
Piramida wieku mieszkańców gminy Dobrodzień w 2014 roku

Dane z 30 czerwca 2006:
| Opis                              | Ogółem | Ogółem | Kobiety | Kobiety | Mężczyźni | Mężczyźni |
| --------------------------------- | ------ | ------ | ------- | ------- | --------- | --------- |
| jednostka                         | osób   | %      | osób    | %       | osób      | %         |
| populacja                         | 10 651 | 100    | 5466    | 51,3    | 5185      | 48,7      |
| gęstość zaludnienia (mieszk./km²) | 65,4   | 65,4   | 33,6    | 33,6    | 31,8      | 31,8      |

## Sołectwa
Błachów, Bzinica Nowa, Bzinica Stara-Bąki, Główczyce-Zwóz, Gosławice, Klekotna, Kocury-Malichów, Kolejka, Ligota Dobrodzieńska, Makowczyce, Myślina-Turza, Pietraszów, Pludry, Rzędowice, Szemrowice, Warłów.
Miejscowości bez statusu sołectwa: Dąbrowica, Kolejka (zniesiona osada leśna), Marzatka, Zwóz (zniesiona osada).

## Sąsiednie gminy
Ciasna, Kolonowskie, Olesno, Ozimek, Pawonków, Zawadzkie, Zębowice